# Draft de la NBA de 1959
El Draft de la NBA de 1959 fue el decimotercer draft de la National Basketball Association (NBA). El draft se celebró el 31 de marzo de 1959 antes del comienzo de la temporada 1959-60. 
En este draft, ocho equipos de la NBA seleccionaron a jugadores amateurs del baloncesto universitario. En cada ronda, los equipos seleccionaron en orden inverso al registro de victiorias-derrotas en la temporada anterior. El draft consistió de catorce rondas y 85 jugadores fueron seleccionados.

## Selecciones y notas del draft
Bob Boozer, de la Universidad Estatal de Kansas, fue seleccionado en la primera posición por Cincinnati Royals. Wilt Chamberlain y Bob Ferry fueron seleccionados antes del draft como las elecciones territoriales de Philadelphia Warriors y St. Louis Hawks respectivamente. Aunque Chamberlain jugó en la Universidad de Kansas, fuera del territorio de cualquier equipo de la NBA, fue escogido como elección territorial de los Warriors debido a que el equipo argumentó que Chamberlain creció en Filadelfia y jugó al baloncesto en el Instituto Overbrook en Filadelfia. La NBA lo aceptó, por lo que se convirtió en la primera elección territorial basada únicamente en las raíces preuniversitarias de un jugador. Chamberlain ganó el Rookie del Año de la NBA y el MVP de la Temporada de la NBA en su primera temporada. Dos jugadores de este draft, Wilt Chamberlain y Bailey Howell, fueron incluidos posteriormente en el Basketball Hall of Fame.

## Leyenda
|  | Denota jugador miembro del Basketball Hall of Fame                   |
|  | Denota jugador que ha sido seleccionado al menos en un All-Star Game |
|  | Denota jugador que nunca ha jugado en la NBA                         |

## Draft

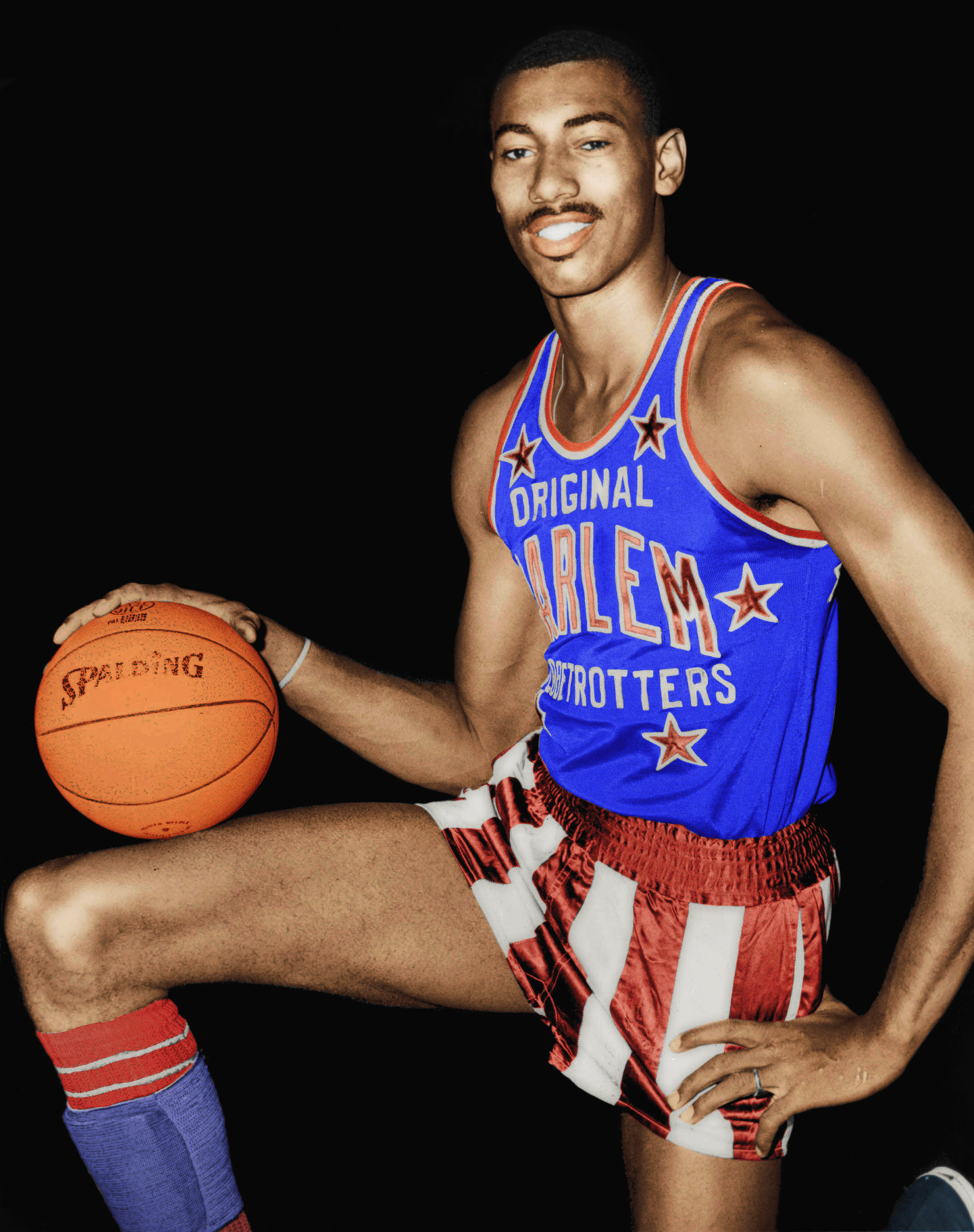
Wilt Chamberlain fue seleccionado por Philadelphia Warriors como elección territorial.

| Ronda | Pick | Jugador          | Posición | Nacionalidad   | Equipo                             | Universidad       |
| ----- | ---- | ---------------- | -------- | -------------- | ---------------------------------- | ----------------- |
| T     | –    | Wilt Chamberlain | C        | Estados Unidos | Philadelphia Warriors              | Kansas            |
| T     | –    | Bob Ferry        | F/C      | Estados Unidos | St. Louis Hawks                    | Saint Louis       |
| 1     | 1    | Bob Boozer       | F        | Estados Unidos | Cincinnati Royals                  | Kansas State      |
| 1     | 2    | Bailey Howell    | F        | Estados Unidos | Detroit Pistons                    | Mississippi State |
| 1     | 3    | Tom Hawkins      | F        | Estados Unidos | Minneapolis Lakers                 | Notre Dame        |
| 1     | 4    | Dick Barnett     | G/F      | Estados Unidos | Syracuse Nationals                 | Tennessee State   |
| 1     | 5    | Johnny Green     | F/C      | Estados Unidos | New York Knicks                    | Michigan State    |
| 1     | 6    | John Richter     | F        | Estados Unidos | Boston Celtics                     | NC State          |
| 2     | 7    | Tom Robitaille   | F/C      | Estados Unidos | Detroit Pistons (desde Cincinnati) | Rice              |
| 2     | 8    | Don Goldstein    | F        | Estados Unidos | Detroit Pistons                    | Louisville        |
| 2     | 9    | Joe Ruklick      | F/C      | Estados Unidos | Philadelphia Warriors              | Northwestern      |
| 2     | 10   | Rudy LaRusso     | F/C      | Estados Unidos | Minneapolis Lakers                 | Dartmouth         |
| 2     | 11   | Bumper Tormohlen | F/C      | Estados Unidos | Syracuse Nationals                 | Tennessee         |
| 2     | 12   | Al Seiden        | G        | Estados Unidos | St. Louis Hawks (desde New York)   | St. John's        |
| 2     | 13   | Cal Ramsey       | F        | Estados Unidos | St. Louis Hawks                    | NYU               |
| 2     | 14   | Gene Guarilia    | F        | Estados Unidos | Boston Celtics                     | George Washington |

## Otras elecciones
La siguiente lista incluye otras elecciones de draft que han aparecido en al menos un partido de la NBA.
| Ronda | Pick | Jugador       | Posición | Nacionalidad   | Equipo                | Universidad     |
| ----- | ---- | ------------- | -------- | -------------- | --------------------- | --------------- |
| 3     | 16   | Gary Alcorn   | C        | Estados Unidos | Detroit Pistons       | Fresno State    |
| 3     | 18   | Bobby Smith   | G        | Estados Unidos | Minneapolis Lakers    | West Virginia   |
| 3     | 20   | Bob Anderegg  | G/F      | Estados Unidos | New York Knicks       | Michigan State  |
| 4     | 24   | George Lee    | G/F      | Estados Unidos | Detroit Pistons       | Míchigan        |
| 4     | 27   | Paul Neumann  | G        | Estados Unidos | Syracuse Nationals    | Stanford        |
| 4     | 28   | Johnny Cox    | G        | Estados Unidos | New York Knicks       | Kentucky        |
| 5     | 32   | Tony Windis   | G        | Estados Unidos | Detroit Pistons       | Wyoming         |
| 5     | 37   | Nick Mantis   | G        | Estados Unidos | St. Louis Hawks       | Northwestern    |
| 8     | 56   | Dave Gunther  | F        | Estados Unidos | Philadelphia Warriors | Iowa            |
| 11    | 77   | John Barnhill | G        | Estados Unidos | St. Louis Hawks       | Tennessee State |

## Traspasos
1. ↑  Antes del draft, Detroit Pistons adquirió a Archie Dees junto con la elección de segunda ronda de Cincinnati Royals, que fue usada para seleccionar a Tom Robitaille, a cambio de Phil Jordon.[5][6]
2. ↑  Antes del draft, St. Louis Hawks adquirió la elección de segunda ronda de New York Knicks, que fue usada para seleccionar a Alan Seiden, a cambio de Frank Selvy.[7]